# Lacs (Costa d'Ivori)
Lacs era una de les 19 regions de Costa d'Ivori. Yamoussoukro és la capital de la regió. La regió té una superfície de 8.940 km² i la seva població (est. de 2006) és de 609.2210 habitants. Segons el cens de 1998, la regió de Lacs tenia 476.173 habitants en aquesta data. Segons la web de l'Assemblée des Régions et Districts de Côte d'Ivoire aquesta regió ja no existeix el 2015, ja que des del 2010 es va reestructurar la divisió administrativa del país amb vuit nous departaments i dos districtes autònoms. A partir d'aquesta data l'antiga regió de Lacs es va dividir en les regions de N'zi, Iffou, Bélier i Moronou i en el Districte Autònom de Yamoussoukro.

## Subdivisions
La regió estava dividida en tres departaments: Tlébissou, Toumodi i Yamoussoukro.